# Килинчинский сельсовет
Килинчи́нский сельсове́т — сельское поселение в Приволжском районе Астраханской области. 
Административный центр — село Килинчи.

## История
6 августа 2004 года в соответствии с Законом Астраханской области № 43/2004-ОЗ установлены границы муниципального образования, сельсовет наделен статусом сельского поселения.

## Население
| 2010  | 2012  | 2013  | 2014  | 2015  | 2016  | 2017  |
| ----- | ----- | ----- | ----- | ----- | ----- | ----- |
| 3310  | ↗3324 | ↗3356 | ↗3407 | ↗3486 | ↗3533 | ↗3570 |
| 2018  | 2019  | 2020  | 2021  |       |       |       |
| ↗3615 | ↗3624 | ↗3650 | ↗3839 |       |       |       |

## Состав сельского поселения
| № | Населённый пункт | Тип населённого пункта       | Население |
| - | ---------------- | ---------------------------- | --------- |
| 1 | Кафтанка         | посёлок                      | ↗31       |
| 2 | Килинчи          | село, административный центр | ↗3679     |
| 3 | Кинелле          | посёлок                      | ↘96       |
| 4 | Чилимный         | посёлок                      | ↗46       |